# Akademie Berufliche Bildung der deutschen Zeitungsverlage
Die Akademie Berufliche Bildung der deutschen Zeitungsverlage e. V. (ABZV) war das Bildungswerk der deutschen Tages- und Wochenzeitungen mit Sitz in Königswinter. Sie war als gemeinnütziger Verein organisiert. Zum 30. September 2016 stellte sie ihren Geschäftsbetrieb ein.

## Aktivitäten
- Volontärskurse
- Weiterbildung für Journalisten aller Sparten
- Aus- und Weiterbildung von Mitarbeitern publizistischer Bildungsarbeit
- Sammeln von statistischem Material zur Journalistenausbildung in Deutschland
- Herausgabe eines monatlichen Newsletters

## Vorstand
Der ABZV-Vorstand war ein Vereinsorgan, das aus drei Personen bestand. 2011 waren das Dietmar Wolff (Geschäftsführer des Bundesverbands Deutscher Zeitungsverleger (BDZV)), Dirk Glock und Hendrik Wüst. Fachliche Leiterin und Geschäftsführerin der ABZV war seit 1989 Beate Füth.

## Geschichte
1989 beschloss das Erweiterte Präsidium des BDZV die Gründung einer „Arbeitsgemeinschaft Berufliche Bildung der deutschen Zeitungsverlage“ (Vorläuferin der jetzigen ABZV), die bis 1999 als Referat des BDZV arbeitete. 1999 wurde hieraus die ABZV als gemeinnütziger Verein gegründet und eingetragen. 2014 zog die ABZV von Bonn-Röttgen nach Königswinter. Am 30. September 2016 stellte sie ihren Geschäftsbetrieb ein.

### Ausstattung
Vereinssitz und Hauptveranstaltungsort war Königswinter. Geschäftsstelle und Tagungsräume befanden sich im Arbeitnehmer-Zentrum Königswinter (AZK) in Königswinter. Für Seminarübungen verfügte die Akademie über einen PC-Raum mit 14 Plätzen sowie über 40 Macbooks. Darüber hinaus fanden externe Fachseminare in Hannover, Würzburg und Dresden statt.

### Dozenten
Die Dozenten waren zum überwiegenden Teil journalistische Praktiker, die als angestellte Redakteure bei Zeitungen arbeiten sowie freie Journalisten und Trainer.

### Ausbildung
Die Akademie Berufliche Bildung der deutschen Zeitungsverlage war eine Einrichtung publizistischer Bildungsarbeit zur berufsbegleitenden, überbetrieblichen Aus- und Fortbildung von Journalisten. 
Das jährliche Akademieprogramm umfasste elf vierzehntägige Volontärkurse und ein einwöchiges crossmediales Ausbildungsseminar. Diese Veranstaltungen waren außerbetriebliche Bildungsmaßnahmen nach § 6 (4) des Tarifvertrags über das Redaktionsvolontariat. 
Der Weiterbildung von Journalisten dienten rund 80 ein- bis dreitägige Fachseminare zu Themen aus den Bereichen Sprache, Journalistische Darstellungsformen, Recherche, Presserecht, Haushalt und Wirtschaft, Crossmedia, Kommunikation, Redaktions- und Selbstmanagement.